# Compsodrillia alcestis
Compsodrillia alcestis är en snäckart som först beskrevs av Dall 1919.  Compsodrillia alcestis ingår i släktet Compsodrillia och familjen Turridae. Inga underarter finns listade i Catalogue of Life.